# TMF Group
 (juillet 2020).
TMF Group est une multinationale néerlando-britannique avec 4 500 salariés dans le monde. L'entreprise est spécialisée dans l'externalisation de la comptabilité, la gestion des entreprises internationales et en réglementations liées aux ressources humaines et aux paiements.
TMF Group comprend 100 entreprises dans 75 pays. La maison mère a été fondée il y a plus de 30 ans aux Pays-Bas. Elle s’est d’abord développée en Europe de l’Est et a maintenant pris pied dans 8 pays d'Asie-Pacifique.

## Histoire
En 1988, le groupe TMF est fondé aux Pays-Bas.
Entre 2006 et 2009, lorsque Pernille Fabricius siégeait en tant que directeur financier et directeur de l'exploitation et membre du conseil d'administration, le groupe TMF a réalisé 47 acquisitions, notamment des départements d'Ernst & Young, KPMG, Grant Thornton et Baker Tilly dans des pays comme le Brésil, l'Argentine, le Mexique, la Chine et l'Australie.
En 2008, la société britannique de capital-investissement Doughty Hanson & Co a racheté le groupe TMF pour 750 millions d'euros.
En 2011, Doughty Hanson a finalisé l'acquisition d'Equity Trust pour 350 millions d'euros.
En 2015, le groupe TMF a acquis l'unité brésilienne d'externalisation des processus métier de PwC, comprenant des centres de livraison à Barueri, Rio de Janeiro et Ribeirão Preto, fournissant des services d'externalisation des processus métier dans les domaines de la finance et de la comptabilité, des ressources humaines, de la fiscalité et de la conformité.
En 2017, le groupe TMF a été racheté par CVC Capital Partners.
En 2021, selon un rapport de la Coalition de la Société civile mozambicaine, le Forum de surveillance budgétaire, un néerlandais a fait appel à la Cour a confirmé une amende imposée par la Banque centrale néerlandaise «De Nederlandsche Bank» contre le groupe TMF des défaillances en raison de la diligence raisonnable liée au scandale des dettes cachées du Mozambique. Au moins trois responsables de Credit Suisse ont admis prendre des pots-de-vin, ainsi que des fonctionnaires de la société basée à l'Abou Dabi Privinvest, notamment Jean Boustani, ont été impliqués dans les discussions de prêt. En 2023, De Nederlandsche Bank a imposée une amende de EUR 3,125,000 pour KYC insuffisante.

## Services
- Conseil : fiscal, comptabilité, financement, performance financière, performance opérationnelle, accompagnement stratégique
- Administration d'entreprise et la gestion d’actifs immobiliers
- Droit et fiscalité : fiscalité des entreprises, droit des affaires, droit social, mobilité internationale
- Transactions : évaluations, restructuring, fusions & acquisitions